# I concerti live @ RTSI (video Paolo Conte)
I concerti live @ RTSI è il DVD video della registrazione del concerto tenuto da Paolo Conte il 12 aprile 1988 nel Palazzo dei Congressi di Lugano per la RTSI.
Testi e musiche sono di Paolo Conte.

## Tracce
1. Aguaplano
2. Sparring partner
3. Hemingway
4. Diavolo rosso
5. Angiolino
6. Blue tango
7. Hesitation
8. La ricostruzione del Mocambo
9. Via con me
10. Max
11. Sotto le stelle del jazz
12. Blue notte
13. Lo zio
14. Jimmy ballando
15. Chiunque
16. Spassiunatamente
17. Dancing
18. Gli impermeabili
19. Nessuno mi ama
20. La negra

- Intervista